# Charlotte von Hessen-Eschwege
Charlotte von Hessen-Eschwege (* 3. September 1653 in Eschwege; † 7. Februar 1708 in Bremen) war eine deutsche Adlige aus dem Haus Hessen und durch Eheschließungen Titularherzogin von Sachsen-Weißenfels und Gräfin von Tecklenburg.

## Leben
Charlotte von Hessen-Eschwege war eine Tochter des Landgrafen Friedrich (Hessen-Eschwege) (1617–1655) und dessen Ehefrau Eleonore Katharine von Pfalz-Zweibrücken-Kleeburg (1626–1692).
Ihre Schwester Christine (1648–1702) war durch Heirat Herzogin von Braunschweig-Wolfenbüttel, Juliane (1652–1693) war am schwedischen Hof und sollte die Ehefrau des schwedischen Königs Karl XI. werden.
Am 25. August 1673 heiratete Charlotte in Halle an der Saale August von Sachsen-Weißenfels (1650–1674). Dieser starb am 11. August 1674. Ein Kind, das aus der Ehe stammte, starb bereits am Tag der Geburt.
Am 21. April 1679 schloss sie in Halle an der Saale die Ehe mit dem Reichsgrafen Johann Adolf zu Bentheim-Tecklenburg, der zuvor mit Charlottes Cousine Johanna Dorothea Gräfin zur Lippe-Alverdissen (1649–1695) verheiratet war. In einem Ehevertrag ließ sich Charlotte von ihrem Gatten die Ausübung des lutherischen Bekenntnisses, die Haltung eines lutherischen Hofpredigers sowie die Erziehung der Kinder nach lutherischen Grundsätzen bestätigen.
Aus der Ehe stammten zwei Söhne und vier Töchter, wovon ein Sohn und zwei Töchter im frühen Kindesalter verstarben.
Diese Ehe wurde 1693 geschieden.
Charlotte zog sich auf den Witwensitz ihrer Mutter in Osterholz bei Bremen zurück, wo sie am 7. Februar 1708 verstarb.